# معركة ياشيما
معركة ياشيما (باليابانية: 屋島の戦い، بالروماجي: Yashima no tatakai) إحدى معارك حرب غينبيه بين قبيلة ميناموتو وقبيلة تايرا، حدثت في مارس 1185 في جزيرة ياشيما [اليابانية] ضمن بحر سيتو الداخلي، إنتصرت فيها قبيلة ميناموتو.

## المعركة
بعد سلسلة من الهزائم الكبيرة، أجبرت قوات قبيلة تايرا على التراجع إلى قاعدتهم في جزيرة ياشيما (تاكاماتسو حالياً) حيث أسسوا هناك قصراً إمبراطورياً ذاتياً للإمبراطور الطفل أنتوكو [الإنجليزية] مع إمتلاكهم للرموز الإمبراطورية التي أخذوها في وقت سابق من الحرب.
في يوم 18 مارس من عام 1185، حاولت قوات ميناموتو العبور إلى الجزيرة من البحر لكن العديد من مراكبهم تضررت بفعل عاصفة، بعد إصلاح القوارب وبالرغم من الرياح الشديدة إنفصل يوشيتسونيه ومعه 5 قوارب فقط من أصل 200، تحمل ما مجموعه 150 مقاتل تقريباً، حتى وصل إلى مقاطعة اوا [الإنجليزية] من خليج تسوباكي، ثم تقدم إلى مقاطعة سانوكي [الإنجليزية] وخلال المساء وصل براً إلى قاعدة ياشيما والمنازل في موري وتاكاماتسو.
قوات تايرا كانت تتوقع هجوماً بحرياً، لهذا قام يوشيتسونيه بإشعال عدد كبيرة من المشاعل النارية في سواحل شيكوكو في مؤخرة جزيرة ياشيما وقوات تايرا موهماً إياهم بتقدم جيش كبير براً نحو القاعدة، لهذا تخلت قبيلة تايرا عن القصر وإستقلوا سفنهم آخذين معهم الشعارات الإمبراطورية والإمبراطور أنتوكو [الإنجليزية].
وفي حادثة مشهورة ذكرت في حكايات هيكيه، قامت «امرأة جميلة جداً» على أحد سفن قبيلة تايرا بوضع مروحة على عمود في السفينة وتحدت قبيلة ميناموتو بإستقاطها، فإنطلق المحارب ناسو نو يويتشي من ميناموتو على ظهر حصانه في الماء ثم أسقط المروحة بسهم واحد فقط في واحدة من أشهر المآثر حول الرماية في تاريخ اليابان.
إنتصرت قبيلة ميناموتو لكن تمكنت أغلب قوات تايرا من الهرب بسفنهم بإتجاه دان نو أورا حيث ستدور المعركة الأخيرة في حرب غينبيه بعد شهر واحد فقط.

## معرض صور

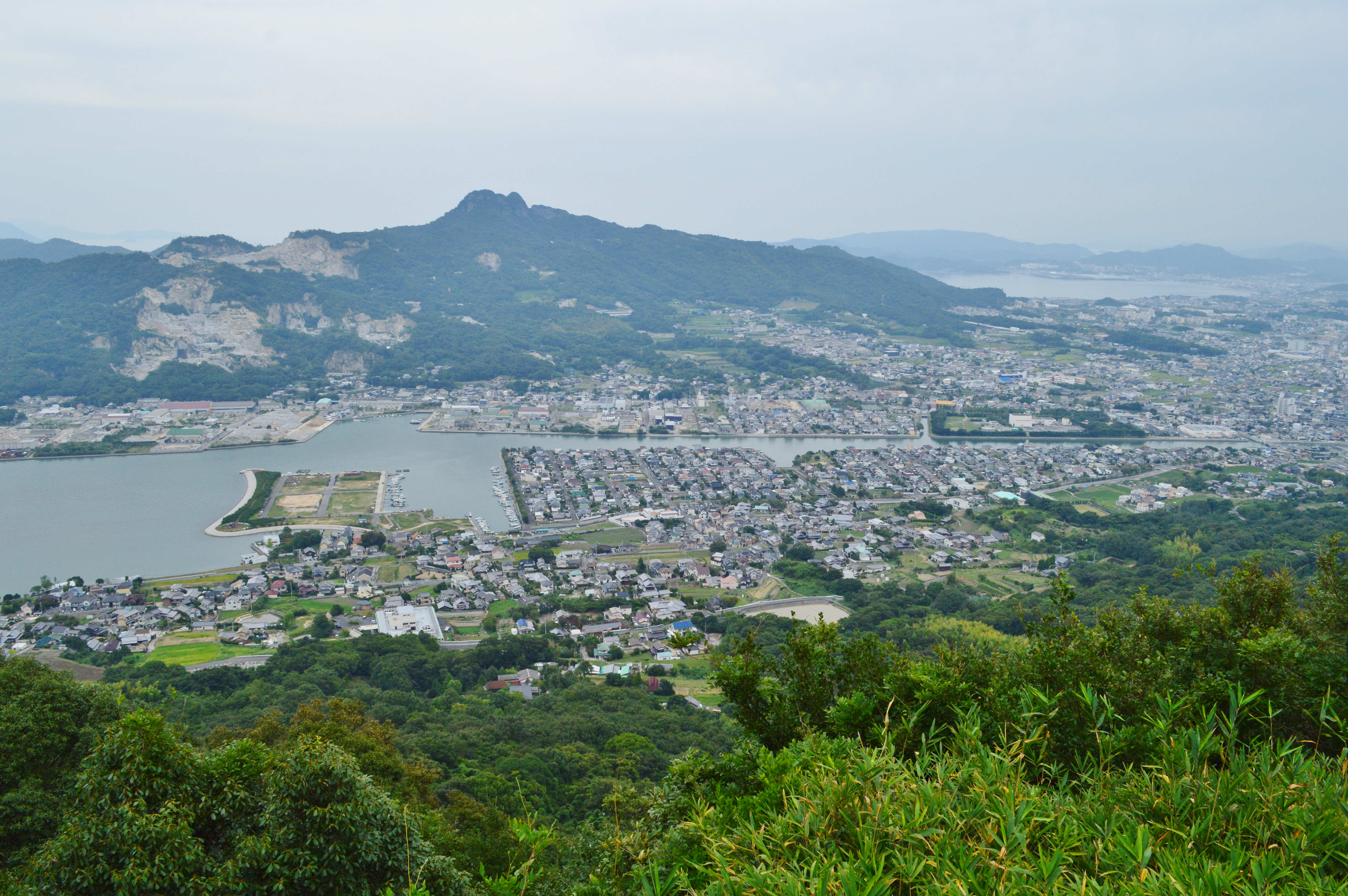
ساحة المعركة عند جزيرة ياشيما.
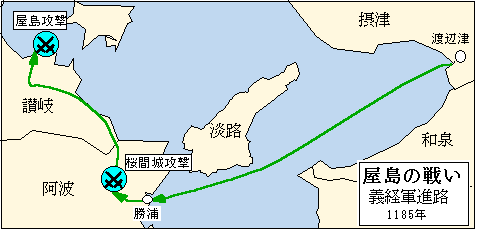
خريطة تحرك ميناموتو نو يوشيتسونيه عبر المياه للإلتفاف حول جزيرة ياشيما عبر سواحل شيكوكو.
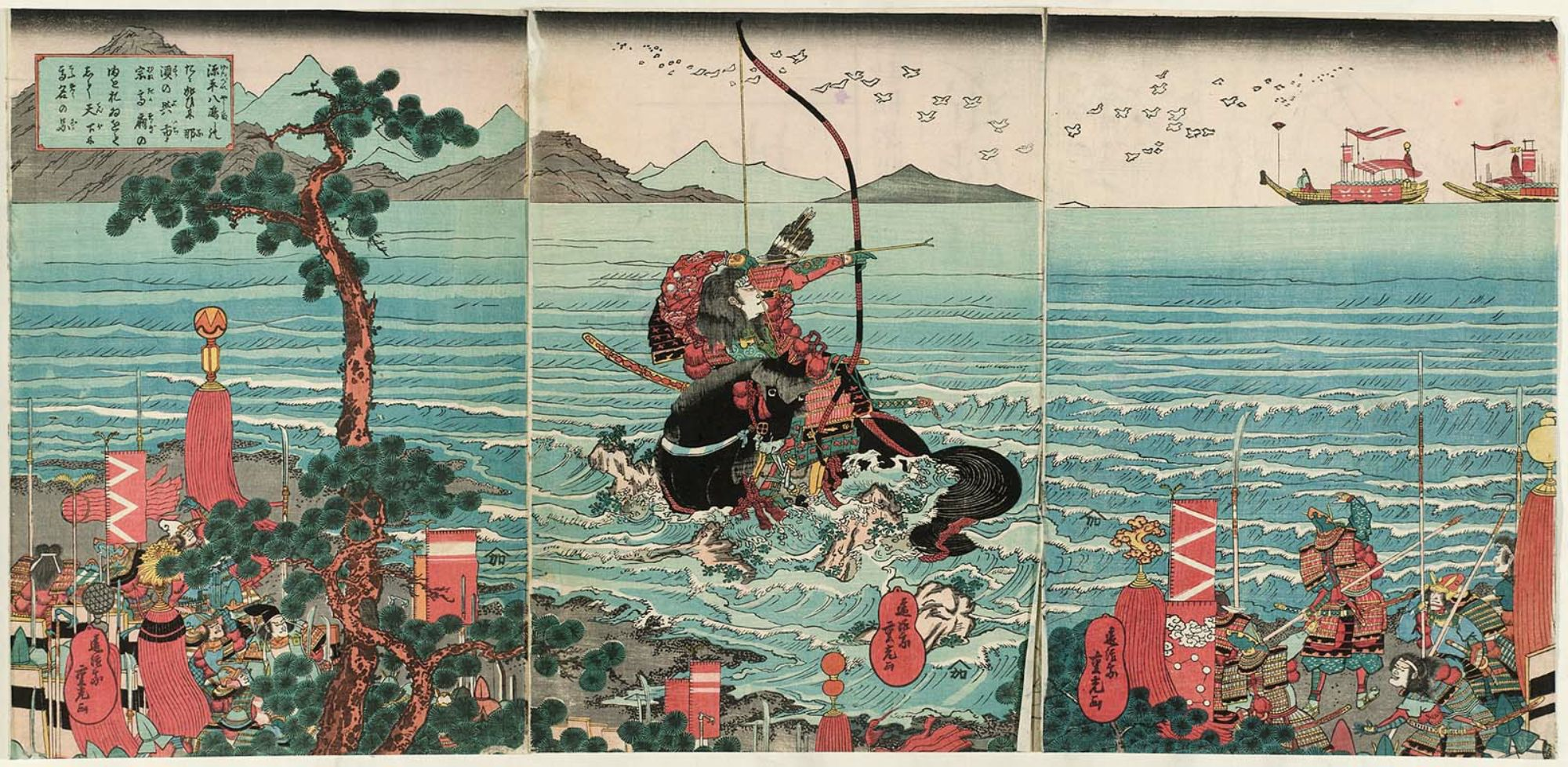
رسمة أخرى تجسد رمية ناسو نو يويتشي التي أسقط فيها المروحة على إحدى سفن تايرا.
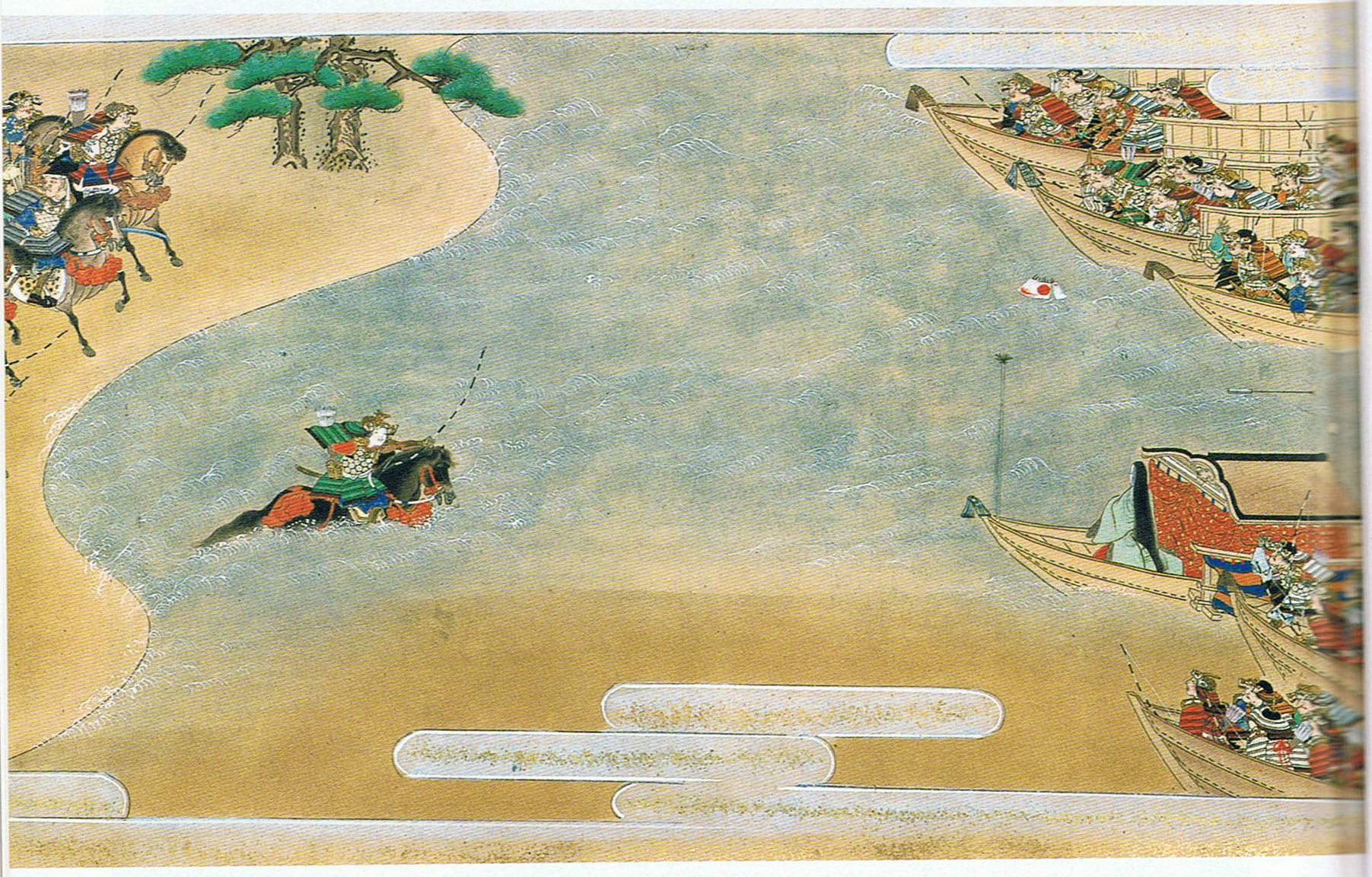
مشهد مرسوم من لفافة حائط، تظهر المحارب ناسو نو يويتشي وإطلاقه رميته المشهورة التي أسقط فيها المروحة من على عمود إحدى سفن قبيلة تايرا.
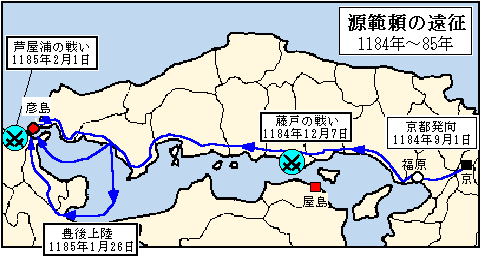
خريطة أخرى تبين مسار تحرك قوات ميناموتو باللون الأزرق.